# NGC 5554
NGC 5554 (również NGC 5564 lub PGC 51160) – galaktyka spiralna z poprzeczką (SBa), znajdująca się w gwiazdozbiorze Panny.
Odkrył ją Albert Marth 8 maja 1864 roku. 14 czerwca 1884 roku obserwował ją Lewis A. Swift, jednak niedokładnie określił jej pozycję i uznał, że odkrył nowy obiekt. John Dreyer w swoim New General Catalogue skatalogował obserwację Martha jako NGC 5554, a Swifta jako NGC 5564.